# 2095 Parsifal
2095 Parsifal este un asteroid din centura principală, descoperit pe 24 septembrie 1960 de PLS.